# Hegyi kacika
A hegyi kacika (Cacicus chrysonotus) a madarak osztályának verébalakúak (Passeriformes) rendjébe, azon belül a csirögefélék (Icteridae) családjába tartozó faj.

## Rendszerezése
A fajt Frédéric de Lafresnaye és Alcide d’Orbigny írták le 1838-ban, a Cassicus nembe Cassicus Chrysonotus néven.

## Alfajai
- Cacicus chrysonotus chrysonotus (Orbigny & Lafresnaye, 1838)
- Cacicus chrysonotus leucoramphus[2] vagy Cacicus leucoramphus[1] (Bonaparte, 1845) - Kolumbia, Ecuador, Peru, Venezuela
- Cacicus chrysonotus peruvianus (Zimmer, 1924)[2]

## Előfordulása
Dél-Amerikában, az Andok keleti lejtőin, Bolívia és Peru területén honos. A természetes élőhelye szubtrópusi és trópusi hegyi erdők. Állandó, nem vonuló faj.

## Megjelenése
Testhossza 30 centiméter, a hím testtömege 92,5 gramm, a tojóé 66,5 gramm.

## Életmódja
Ízeltlábúakkal, főként rovarokkal táplálkozik, de gyümölcsöt és nektárt is fogyaszt.